# Rubus scaber
Rubus scaber är en rosväxtart som beskrevs av Carl Ernst August Weihe och Nees. Rubus scaber ingår i släktet rubusar, och familjen rosväxter. Inga underarter finns listade i Catalogue of Life.